# Ammothella biunguiculata
Ammothella biunguiculata là một loài nhện biển trong họ Ammotheidae. Loài này thuộc chi Ammothella. Ammothella biunguiculata được miêu tả khoa học năm 1881 bởi Dohrn.